# Nosalewo
Nosalewo – wieś w Polsce położona w województwie wielkopolskim, w powiecie szamotulskim, w gminie Pniewy.
Wieś szlachecka Nosaliewo położona była w 1580 roku w powiecie poznańskim województwa poznańskiego.
W sąsiedztwie wsi przebiega granica Sierakowskiego Parku Krajobrazowego oraz nieczynna linia kolejowa Szamotuły–Międzychód.
Wieś istniała na pewno w roku 1580, kiedy to została zarejestrowana jako własność Jana Ratajskiego. Liczyła wówczas 2 zagrodników, 25 owiec i pasterza i podlegała parafii w Biezdrowie. Pod koniec XIX wieku folwark Nosalewo wchodził w skład dóbr Dobrojewo. W latach 1975–1998 miejscowość administracyjnie należała do województwa poznańskiego. W 2011 roku w Nosalewie mieszkały 63 osoby.